# Galgenberg (Bolderberg)
De Galgenberg is een heuvel van bijna 60 m hoog die zich bevindt in het zuiden van Heusden-Zolder, ten noorden van Bolderberg en direct ten zuidoosten van het Circuit Zolder.
Het is een getuigenheuvel, evenals de ten oosten ervan liggende Bolderberg. In de noord-zuidrichting is de heuvel zeer steil.
De heuvel is bebost en is een staatsdomein. De bossen bestaan uit naaldbomen, aangevuld met loofhout. Geleidelijk wordt het bos in een meer gemengd bos omgevormd. De bossen, die vrij toegankelijk zijn, dienen tevens tot rustgebied voor de dieren, hetgeen nodig is gezien de nabijheid van het -vaak lawaaiige- racecircuit. Het bos wordt ontsloten door bewegwijzerde wandelingen.
De heuvel bestaat grotendeels uit afzettingen van ijzerzandsteen.

## Nabijgelegen natuurgebieden
Nabijgelegen natuurgebieden zijn het domein van het Kasteel Terlaemen, het domein van het Kasteel Vogelsanck, het Domein Bovy en het natuurgebied Bolderberg.

## Galerij

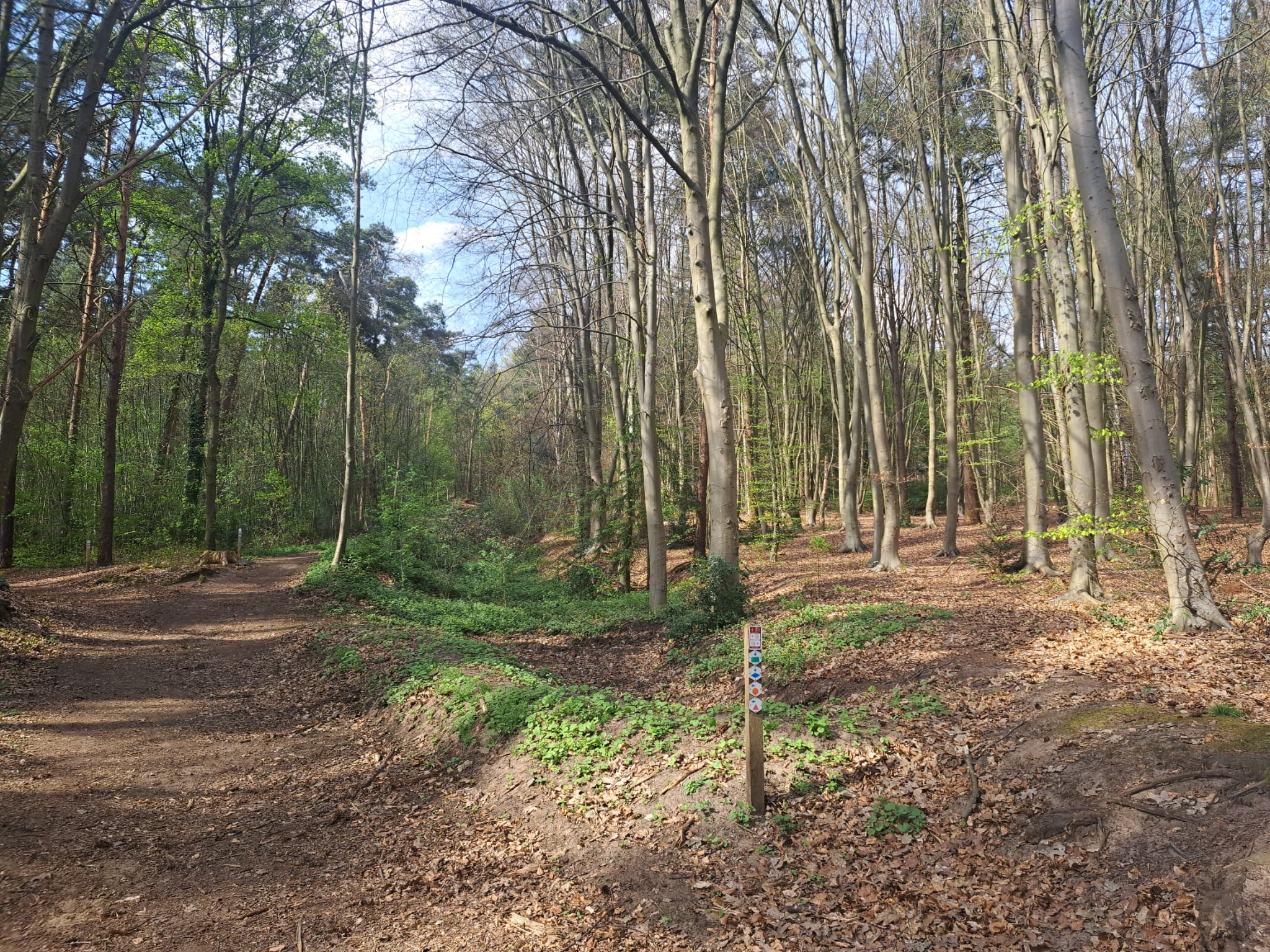
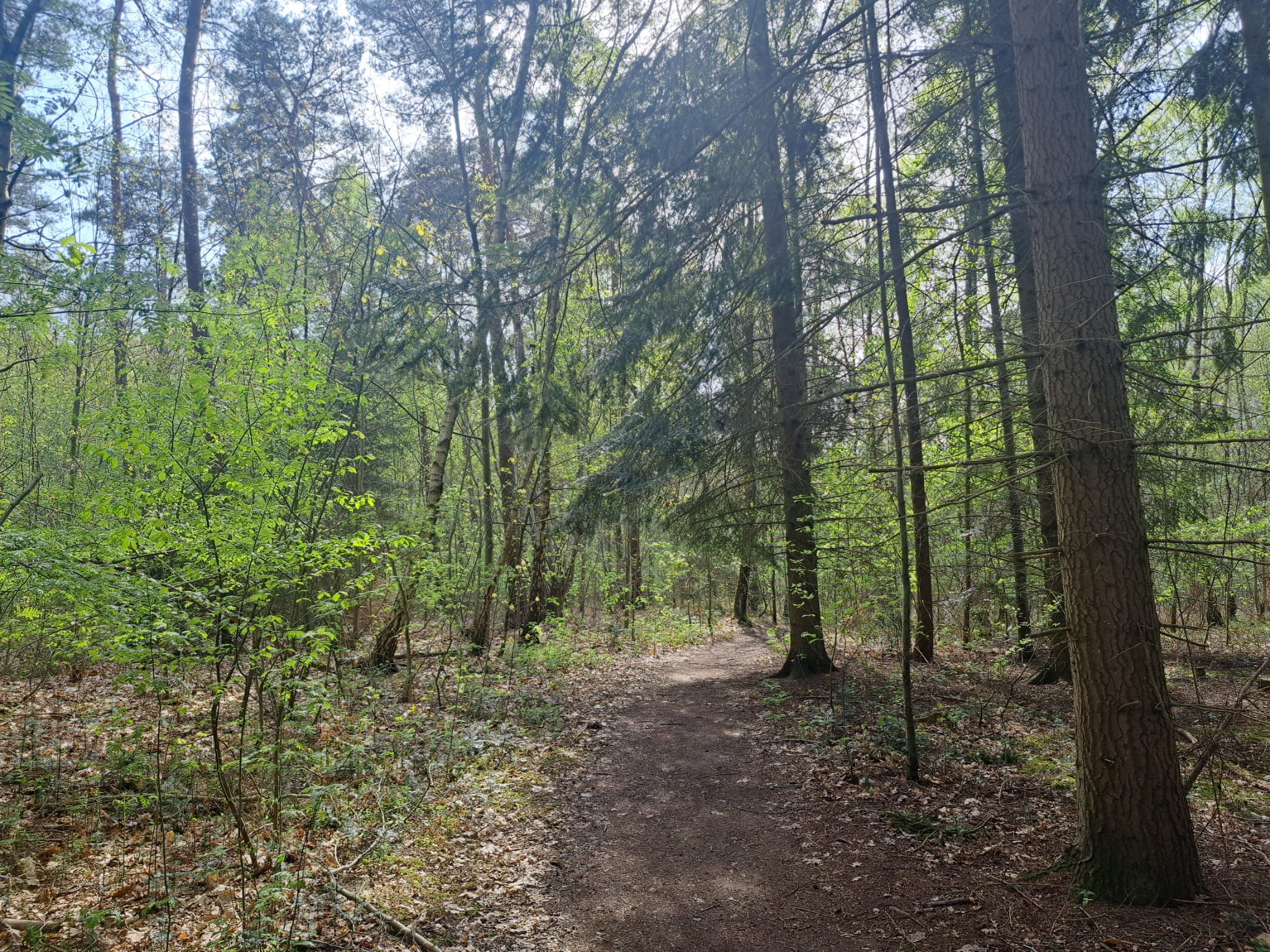
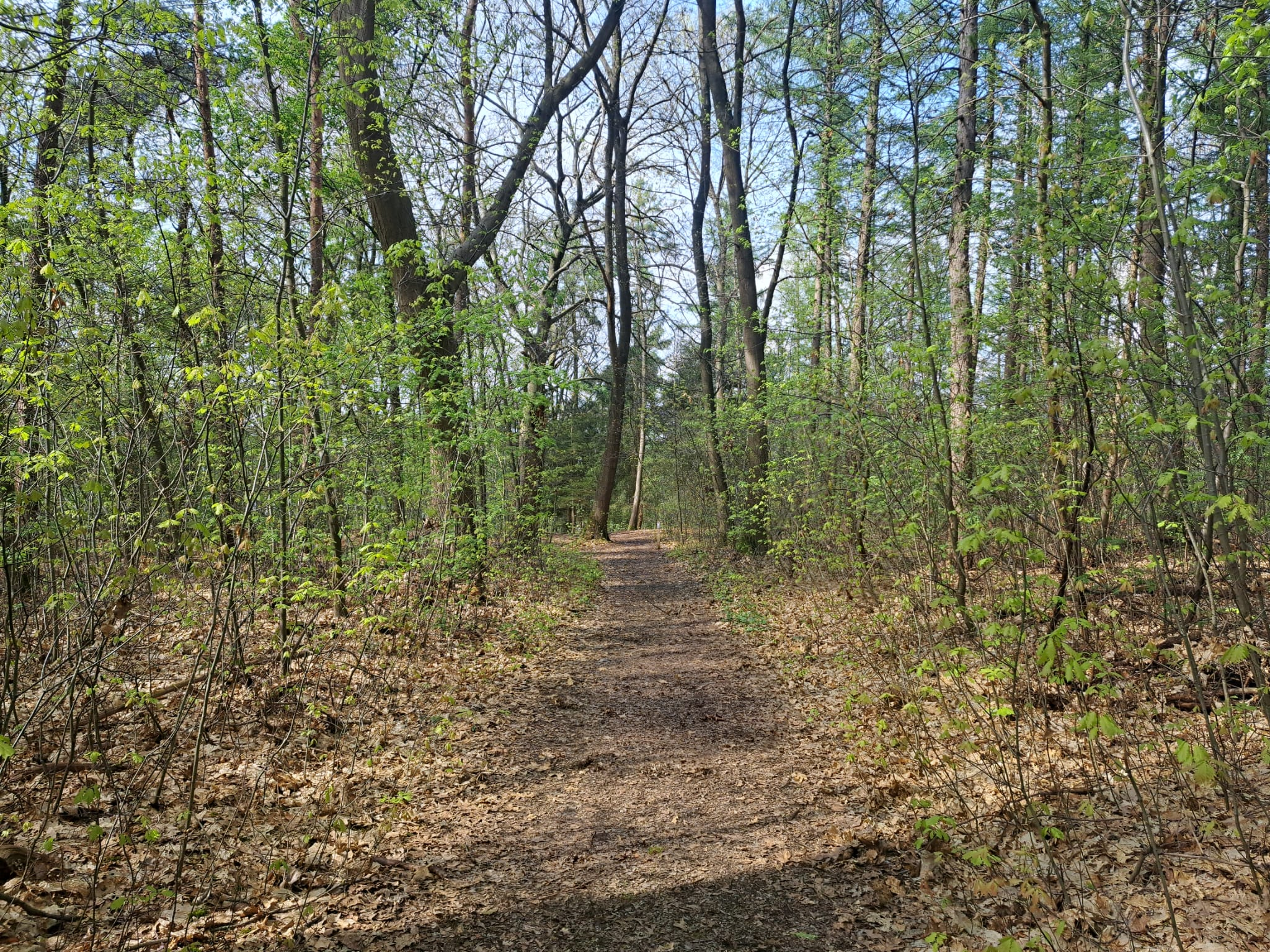
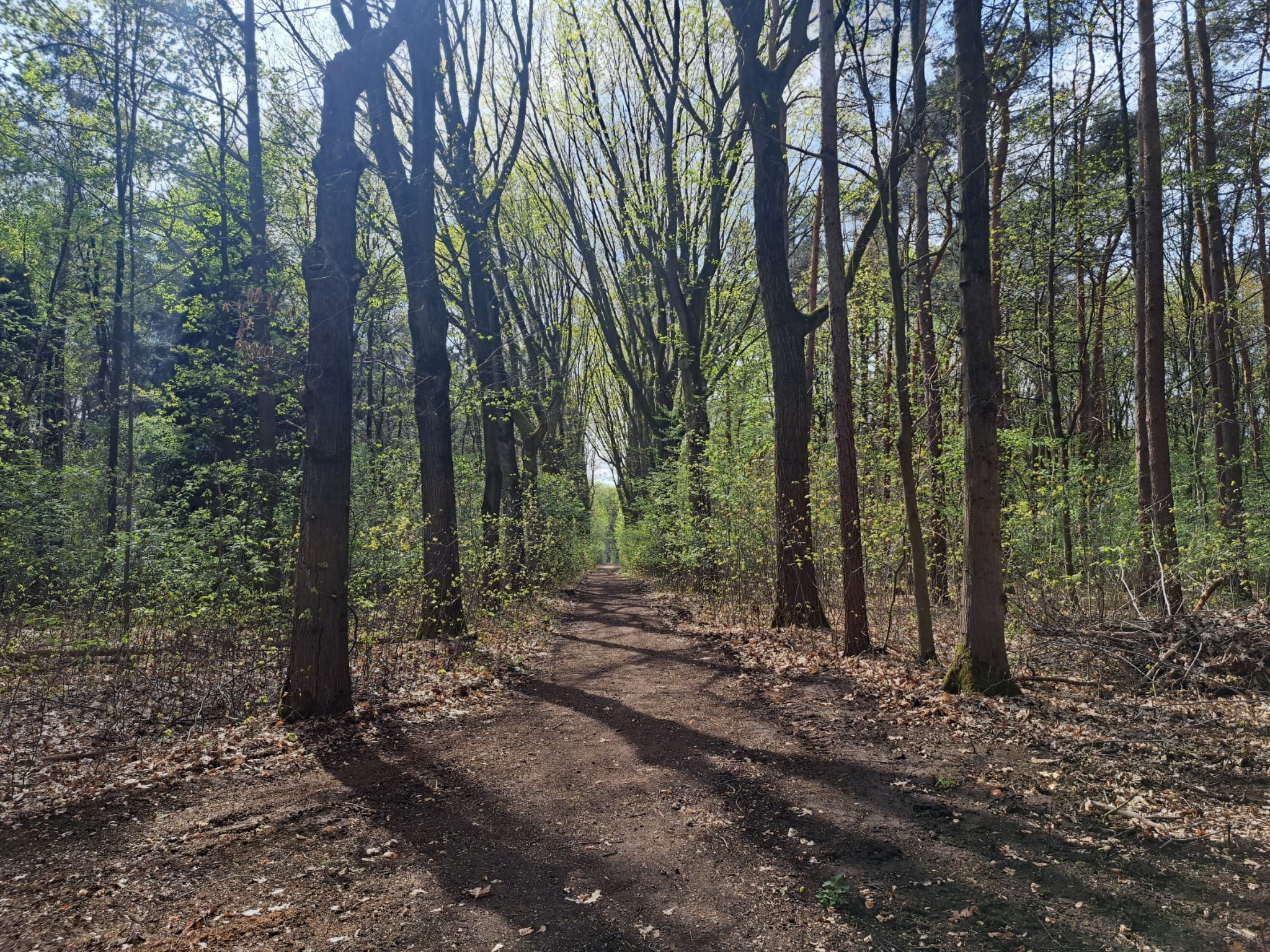